# 永尾瑪利亞
永尾瑪利亞（日语：永尾 まりや，1994年3月10日—）是日本女藝人，2009年以女子偶像團體AKB48第9期生身分出道，2016年3月19日從AKB48畢業。神奈川縣橫濱市出身，所屬經紀公司為Irving。

## 經歷
永尾因朋友偷偷幫其報名AKB48的徵選，而在2009年9月20日時前往徵選會場，並於AKB48第六屆研究生（9期生）徵選中合格，正式成為AKB48第9期生。徵選合格後，永尾曾猶豫是否真的要加入，但朋友建議「既然都選上了，就堅持做吧」，也告訴永尾在人前表演的快樂，因為這是友人當時的夢想。永尾聽完後，開始產生了想了解演藝圈的動力。
同年11月15日，永尾於「RIVER」特別公演中在AKB48劇場正式出道，第一首表演的單曲為《RIVER》。
2010年12月8日，於「AKB48劇場5周年特別記念公演」中，與同期的大場美奈、島崎遙香、島田晴香、竹內美宥、中村麻里子、森杏奈、山內鈴蘭升格為正式成員；然而，由於原有的Team A、K、B三個隊伍已編有48個成員而沒有額外空缺，因此暫時設置臨時隊伍「Team研究生」，使得AKB48的正式成員數量首度超過48人，成為56人。
2011年6月6日，永尾於TOKYO DOME CITY HALL舉辦的「「獻給錯過的你們」～AKB48全體總動員公演～」中，以Team研究生身分和一些尚未正式升格的研究生在向日葵组 1st Stage「我的太阳」公演，並於公演中宣布新成立新的隊伍「Team 4」，由大場美奈擔任隊長職務。
2012年3月25日，永尾在「業務連絡。拜託了，片山部長！ in埼玉超級競技場」演唱會第三天，宣布移籍至經紀公司Irving旗下。6月6日，於「AKB48第27張單曲選拔總選舉」中獲得7,809票，得到第39名，首度成為「Next Girls」。8月24日，於東京巨蛋「AKB48 in TOKYO DOME ～1830m的夢想～」演唱會的第一天，高層突然宣布AKB再次組閣的消息，即打散原有所屬分隊重新分配。原本永尾所屬的Team 4宣告解散，新的所屬隊伍為「大島（大島優子）Team K」。9月18日，永尾於「AKB48第29張單曲選拔猜拳大會」中不敵島崎遙香，在第三回合出局，未能入選單曲選拔成員。11月1日，正式以Team K成員進行公演活動。
2013年5月22日，獲選成為單曲《再見自由式》的單曲選拔成員之一，首度進入選拔組。6月8日，於「AKB48第32張單曲選拔總選舉」中獲得18,978票，得到第35名，再次獲選為「Next Girls」。9月18日，於「AKB48第34張單曲選拔猜拳大會」中不敵水埜帆乃香，在第一回合出局，未能入選選拔成員。
2014年2月6日，永尾初次主演電影《真實人狼遊戲2》。24日，於Zepp DiverCity Tokyo舉辦的「AKB48集團大組閣祭」中宣布留任Team K。6月7日，於「AKB48第37張單曲選拔總選舉」中獲得12,448票，得到第65名，成為「Upcoming Girls」成員並擔任B面曲的中心成員。9月17日，於「AKB48 Group 猜拳大會2014」的半準決賽中不敵岩立沙穗，最終獲得第7名，順利入選渡邊美優紀個人出道單曲中C/W曲的選拔成員。
2015年3月26日，於埼玉超級競技場舉辦的「AKB48春季單獨演唱會～次期總現正修行中！～」演唱會上宣布新的組閣人事異動，所屬隊伍不變。6月6日，於「AKB48第41張單曲選拔總選舉」中獲得14,585票，得到第69名，再次入選為「Upcoming Girls」成員。
2015年12月8日，於公演中宣布將自AKB48畢業，並在2016年1月21日，於TOKYO DOME CITY HALL舉辦高城亞樹與永尾的畢業演唱會，此外劇場畢業公演則定於2016年3月19日舉行，並在5月1日結束所有在AKB48的活動。

## 人物
- 官方資料紀載是神奈川縣出身，實際上永尾誕生於廣島縣，並且在廣島縣就讀幼稚園，直到上小學後才搬家至神奈川縣[19]。
- 兒時想成為模特兒。欣賞的模特兒有鈴木惠美、高橋真依子。
- 小學生時期雖曾經做過班長，但本人說是「副」班長類型，無法向自己積極地說話[20]。
- 優點是很自我步調，缺點是任性[20]。
- 興趣和特別技能是已學習了6年的競技體操[20][21]。而且掃除和購物也興趣[22]。
- 過去的特徴是虎牙和鴨嘴[23]，其後已矯正牙齒。
- 2014年取得獵槍、空氣槍持有許可證[24]。

### AKB48相關
- 過去在AKB48劇場中使用的自我介紹詞是「想向大家傳遞幸福，我是wink killer永尾瑪利亞[註 1]」，現已不再使用。
- 永尾在研究生時期舞蹈能力並不好，因缺乏自信，在跳舞時甚至會看著地上來跳舞，也不太會展現笑容，因此被舞蹈老師告誡：「總之妳要先朝前看。」因為舞蹈能力在研究生中屬於後段班，常和島崎遙香一同留下來補課，兩人也曾有過不想做下去的想法，並談過過兩人中若一人離開，之後另一人也會跟著離開的約定[2]。
- 與同期的橫山由依關係非常要好，橫山常以「羊羊[註 2]」的暱稱稱呼永尾[25]。
- 關係要好的前輩有柏木由紀、野中美鄉、仲川遙香與北原里英[26]。
- 憧憬的成員為板野友美，理由是又瘦又漂亮，也很擅長舞蹈[27]。

## 參與歌曲
- 標註有「★」符號者表示該首歌曲有拍攝MV。

### 單曲CD
AKB48
|      | 發行日期       | 單曲名稱           | 參與歌曲名稱           | 名義            | 收錄於        | MV | 備註               |
| ---- | -------------- | ------------------ | ---------------------- | --------------- | ------------- | -- | ------------------ |
| 16th | 2010年05月26日 | 馬尾與髮圈         | 我的YELL               | Theater Girls   | Type-A 劇場盤 | ★  | 出道作品           |
| 19th | 2010年12月08日 | 機會的順序         | 水果‧雪                | Team 研究生     | 劇場盤        |    |                    |
| 20th | 2011年02月16日 | 變成櫻花樹         | 黃金中央人物           | Team 研究生     | 劇場盤        |    |                    |
| 21st | 2011年05月25日 | Everyday、髮箍     | 鬥魂                   |                 | Type-A        | ★  |                    |
| 21st | 2011年05月25日 | Everyday、髮箍     | Anti                   |                 | 劇場盤        |    |                    |
| 22nd | 2011年08月24日 | 飛翔入手           | 不知不覺的青春         |                 | Type-A        | ★  |                    |
| 23rd | 2011年10月26日 | 風正在吹           | Vamos                  |                 | Type-A        | ★  |                    |
| 23rd | 2011年10月26日 | 風正在吹           | 蓓蕾                   | Team 4+研究生   | 劇場盤        |    |                    |
| 24th | 2011年12月07日 | 崇尚麻里子         | 跑吧！企鵝             | Team 4          | 劇場盤        | ★  |                    |
| 25th | 2012年02月15日 | GIVE ME FIVE!      | 牧羊人之旅             | Special Girls B | Type-B        | ★  |                    |
| 26th | 2012年05月23日 | 仲夏的Sounds good! | 3滴眼淚                | Special Girls   | 全版本        | ★  |                    |
| 26th | 2012年05月23日 | 仲夏的Sounds good! | 為了你我…              | Stage Fight選拔 | 劇場盤        |    |                    |
| 27th | 2012年08月29日 | 格子花紋           | DoReMiFa音痴           | Next Girls      | Type-A        | ★  |                    |
| 28th | 2012年10月31日 | UZA                | 下一個Season           | Under Girls     | 全版本        | ★  |                    |
| 28th | 2012年10月31日 | UZA                | 破壞&重建              | Team K          | Type-K        | ★  |                    |
| 29th | 2012年12月05日 | 永遠的壓力         | 比永遠更長久           | OKL48           | Type-D        | ★  |                    |
| 29th | 2012年12月05日 | 永遠的壓力         | 我們的Reason           |                 | 劇場盤        |    |                    |
| 30th | 2013年02月20日 | So long!           | Waiting room           | Under Girls     | 全版本        | ★  |                    |
| 30th | 2013年02月20日 | So long!           | 夕陽瑪麗               | Team K          | Type-K        | ★  |                    |
| 31st | 2013年05月22日 | 再見自由式         | 再見自由式             |                 | 全版本        | ★  | A面曲 首次進入選拔 |
| 31st | 2013年05月22日 | 再見自由式         | How come ?             | Team K          | Type-K        | ★  |                    |
| 32nd | 2013年08月21日 | 戀愛的幸運餅乾     | 這一次一定要心醉神迷   | Next Girls      | Type-A        | ★  |                    |
| 33rd | 2013年10月30日 | 真心電流           | 細雪的悔悟             | Team K          | Type-K        | ★  |                    |
| 34th | 2013年12月11日 | 倘若在梧桐樹什麼的 | Mosh&Dive              |                 | 全版本        | ★  |                    |
| 34th | 2013年12月11日 | 倘若在梧桐樹什麼的 | Party is over          | AKB48           | Type-A        | ★  |                    |
| 35th | 2014年02月26日 | 勇往直前           | 早看穿你的謊言         | Beauty Giraffes | Type-A        | ★  | 首次擔任Center     |
| 36th | 2014年05月21日 | 拉布拉多獵犬       | 心愛的對手             | Team K          | Type-K        | ★  |                    |
| 37th | 2014年08月27日 | 心意告示牌         | 直到口香糖沒了味道為止 | Upcoming Girls  | Type-C        | ★  | Center             |
| 38th | 2014年11月26日 | 希望無限           | Ambulance              | 百合組          | Type-B        | ★  |                    |
| 38th | 2014年11月26日 | 希望無限           | 第一次兜風             | Team K          | Type-B        | ★  |                    |
| 41st | 2015年08月26日 | Halloween Night    | 只有你籠罩秋色         | Upcoming Girls  | Type-B        | ★  |                    |
| 42nd | 2015年12月09日 | 紅唇Be My Baby     | 姊姊的自言自語         | Team K          | Type-B        | ★  |                    |
| 46th | 2016年11月16日 | High Tension       | Better                 |                 | Type-B        | ★  | 以畢業生名義參加   |

### 其他單曲
| 發行日期       | 單曲名稱               | 參與歌曲名稱 | 名義 | 收錄於 | MV | 備註                              |
| -------------- | ---------------------- | ------------ | ---- | ------ | -- | --------------------------------- |
| 2014年12月24日 | 與其溫柔不如給我一個吻 | 微弱春風     |      | 全版本 | ★  | 渡邊美優紀猜拳大會solo單曲的C/W曲 |

### 專輯CD
AKB48
|      | 發行日期       | 專輯名稱                     | 參與歌曲名稱      | 名義                    | 收錄於          | 備註 |
| ---- | -------------- | ---------------------------- | ----------------- | ----------------------- | --------------- | ---- |
| 03rd | 2011年06月08日 | 就是在這裡                   | High school days  | Team 研究生             | 全版本          |      |
| 03rd | 2011年06月08日 | 就是在這裡                   | 就是在這裡        | AKB48+SKE48+SDN48+NMB48 | 全版本          |      |
| 04th | 2012年08月15日 | 1830m                        | 直角Sunshine      | Team 4                  | 全版本          |      |
| 04th | 2012年08月15日 | 1830m                        | 藍天 不會寂寞嗎？ | AKB48+SKE48+NMB48+HKT48 | 全版本          |      |
| 05th | 2014年01月22日 | 未來軌跡                     | 破爛藍調          |                         | Type-B          |      |
| 05th | 2014年01月22日 | 未來軌跡                     | 一二三            |                         | Type-B          |      |
| 05th | 2014年01月22日 | 未來軌跡                     | 共犯              | Team K                  | Type-B          |      |
| 06th | 2015年01月21日 | 這裡是羅德斯島、在這裡跳吧！ | Conveyor          | Team K                  | Type-A          |      |
| 07th | 2015年11月18日 | 0與1之間                     | 愛的使者          | Team K                  | MILLION SINGLES |      |

## 劇場公演分組曲
| 公演名稱                               | 參與歌曲名稱       | 備註           |
| -------------------------------------- | ------------------ | -------------- |
| 研究生時期                             |                    |                |
| Team 研究生「偶像的黎明」公演          | 單戀對角線         |                |
| Team 研究生「戀愛禁止條例」公演        | 盛夏的聖誕玫瑰     |                |
| Team 研究生 Stage「劇場的女神」公演    | 你好 我的初戀      |                |
| Team B 5th Stage「劇場的女神」公演     | 愛情的捉迷藏       | 前座Girl       |
| Team B 5th Stage「劇場的女神」公演     | 你好 我的初戀      | 佐藤堇的代演   |
| Team K 6th Stage「RESET」公演          | 檸檬的年紀         | 前座Girls      |
| Team K 6th Stage「RESET」公演          | 為了明天而接吻     | 菊地彩香的代演 |
| Team A 6th Stage「目擊者」公演         | 迷你裙精靈         | 前座Girls      |
| Team A 6th Stage「目擊者」公演         | ☆之彼方            | 小嶋陽菜的代演 |
| 大場Team 4時期                         |                    |                |
| Team 4 1st Stage「我的太陽」公演       | 愛的防衛           |                |
| 大島Team K時期                         |                    |                |
| 大島Team K「Waiting」公演              | 單戀對角線         |                |
| 大島Team K「Waiting」公演              | 和你在一起的平安夜 | 板野友美的代演 |
| 大島Team K「Waiting」公演              | 來一塊糖果         |                |
| 大島Team K「Waiting」公演              | 星之溫度           |                |
| Team K「Waiting」公演Ⅱ「最終鐘聲鳴響」 | 雄蕊雌蕊夜之蝶     |                |
| 橫山Team K時期                         |                    |                |
| Team K 7th Stage「RESET」公演          | 逆轉的王子殿下     |                |
| 峯岸Team K時期                         |                    |                |
| Team K 8th Stage「最終鐘聲鳴響」公演   | 雄蕊雌蕊夜之蝶     |                |

- 前座Girl（s）（日语：前座ガール（ズ））：為公演前暖場曲之演唱成員。

## 演出

### 電視劇
- 馬路須加學園 最終話（2010年3月26日；東京電視台）：飾演 馬路須加女学園學生
- 馬路須加學園2 第2話 - 最終話（2011年4月22日 - 7月1日；東京電視台）：飾演 まりやぎ
- 花樣少年少女2011（2011年7月10日 - 9月18日；富士電視台）：飾演 神戸夢美
- 私立馬鹿蘭高校（2012年4月14日 - 6月30日；日本電視台）：飾演 本庄真奈
- 馬路須加學園3 第5話 - 最終話（2012年8月17日 - 10月5日；東京電視台）：飾演 山羊
- 馬路須加學園5（2015年8月25日 - 10月27日、日本電視台、Hulu）- 飾演 月光（ゲッコウ）
- JK是雪女（日语：JKは雪女）（2015年9月28日 - 10月19日、每日放送）- 飾演 山下香織
- 家族的形式（2016年1月17日 - 、TBS電視台）- 飾演 小山有香
- 咲-Saki-（2016年12月5日 - 12月26日、每日放送）- 飾演 龍門渕透華
- IQ246～華麗事件簿～第5集（2016年11月13日、TBS）- 飾演 陽子
- 月曜名作劇場（日语：月曜名作劇場） 「犯罪資料館_緋色冴子系列2（日语：犯罪資料館_緋色冴子シリーズ）」（2017年7月10日、TBS）- 飾演 磯村綾香
- 派遣女公關彩華第4集（2017年11月日 、AbemaTV、朝日電視台）- 飾演 香奈
- 咲-Saki-阿知賀編 episode of side-A「特別篇」（20181月9日、TBS）- 飾演 龍門渕透華
- 聲Girl！（2018年4月- 6月10日 ，朝日放送）- 飾演 稲葉蓮
- JOKER×FACE（日语：JOKER×FACE）第1集、第2集（2019年1月15日、22日、富士電視台）- 飾演 友里子
- Perfect Crime（日语：Perfect_Crime_(小説)#テレビドラマ）（2019年1月20日、朝日電視台）- 飾演 加藤千夏
- 都立水商！～令和～（2019年5月5日－，MBS）- 飾演 坂下咲良[30]
- 絕對不可能～偵探·上水流涼子的解析～ 第8話（2023年6月5日，關西電視台・富士電視台） - 飾演 矢上朱音

### 電影
- 劇場版 私立馬鹿蘭高校（2012年10月13日；日本全國上映）：飾演 本庄真奈
- 真實人狼遊戲:恐怖的休息室（日语：リアル人狼ゲーム_戦慄のクラッシュ・ルーム）（2014年4月5日）：主演 谷口麻衣
- 咲-Saki-（2017年2月3日）：飾演 龍門渕透華
- 東京男孩蒐集第1章（東京ボーイズコレクション　エピソード1）（2017年3月25日）：飾演 RISA
- 便利屋輓歌（便利屋エレジー）（2017年6月24日）：飾演 佐佐木知美
- NAOKI 〜Time is Life〜（2017年）：主演[31]
- 黑蝶的秘密（黒蝶の秘密）（2018年10月26日）：飾演 品田千佳
- Build NEW WORLD 假面騎士Cross-Z（2019年1月25日）：飾演 馬渕由衣

### 綜藝及節目資訊
現在播放中的節目
- 《AKBINGO!》（2011年1月6日－2016年4月26日，以AKB48成員身份不定期演出；日本電視台）
- 《AKB48神TV》（家庭劇場（日语：ファミリー劇場））
  - 「AKB48 神TV特別節目〜年青研究生 in 關島〜」（2011年4月17日）
  - Season8（2011年11月27日、12月4日、2012年1月22日、1月29日）
  - Season10（2012年6月17日、6月24日、7月29日、8月5日－8月19日、8月26日、9月2日）
  - Season11（2012年11月18日、11月25日）
  - Season12（2013年5月19日、5月26日）
  - Season14（2014年2月16日、2月23日）
  - Season16（2014年7月27日、9月7日、9月21日、9月28日）
- 《AKB48的你、是誰？》（2012年8月16日－，以AKB48成員身份不定期演出；NOTTV）
- 《AKB48 SHOW!》（2013年10月5日－，以AKB48成員身份不定期演出；NHK）

過去演出過的節目
- 《有吉AKB共和國》（2010年6月29日－2016年3月28日，以AKB48成員身份不定期演出；TBS電視台）
- 《週刊AKB》（2010年8月13日－2012年11月30日，以AKB48成員身份不定期演出；東京電視台）
- 《AKB48短劇「微妙〜」》（2012年1月19日－2012年2月23日，以AKB48成員身份不定期演出；光TV）
- 《微妙～的門 AKB48的真格挑戰》（2012年10月12日，以AKB48成員身份參與演出；光TV）
- 《MYNAME之W KITCHEN》（2013年1月7日 - 2013年3月25日、TOKYO MX）
- 《AKB子兔道場》（2013年2月15日－2014年3月28日，以AKB48成員身份不定期演出；東京電視台）
- 《AKB映像中心》（2013年6月9日；富士電視台）
- 《AKB48短劇「無論什麼都到那為止…」（日语：AKB48コント「何もそこまで…」）》（2013年12月20日－2014年3月21日，以AKB48成員身份不定期演出；光TV（日语：ひかりTV））

### 廣播
- 《渡邊舞與永尾瑪利亞的Tuesday Night（日语：渡辺舞と永尾まりやのTuesday Night）》（2014年1月7日－2016年12月27日；日本广播电台）

### 活動
- 《LARME meets LaLaport TOKYO-BAY（日语：ららぽーとTOKYO-BAY）》（2013年11月2日；LARME）
- 《GirlsAward 2015 SPRING／SUMMER》（2015年4月29日；國立代代木競技場第一體育館）

### 舞台劇
- 《結婚的偏差値Ⅱ DEAD OR LIVE》（2014年9月10日－9月23日，松本和巳（日语：松本和巳）劇團；新宿村LIVE）

## 書籍

### 寫真集
1. 美麗的細胞（美しい細胞；2016年3月10日發行，德間書店出版，攝影：Takeo Dec.）ISBN 978-4847049644[32][33]
2. 眩目呀！Mariya。（マブイ!まりや。；2017年10月26日發行，Wani Books（日语：ワニブックス），攝影：LUCKMAN（日语：樂滿直城））ISBN 978-4198641214[34]

### 日曆
- 永尾瑪利亞2012年日曆（2011年11月19日；ハゴロモ）
- 桌曆 永尾瑪利亞日曆 2013年（2012年12月7日；ハゴロモ）
- 桌曆 永尾瑪利亞日曆 2014年（2013年12月6日；ハゴロモ）